# Matelas gonflable

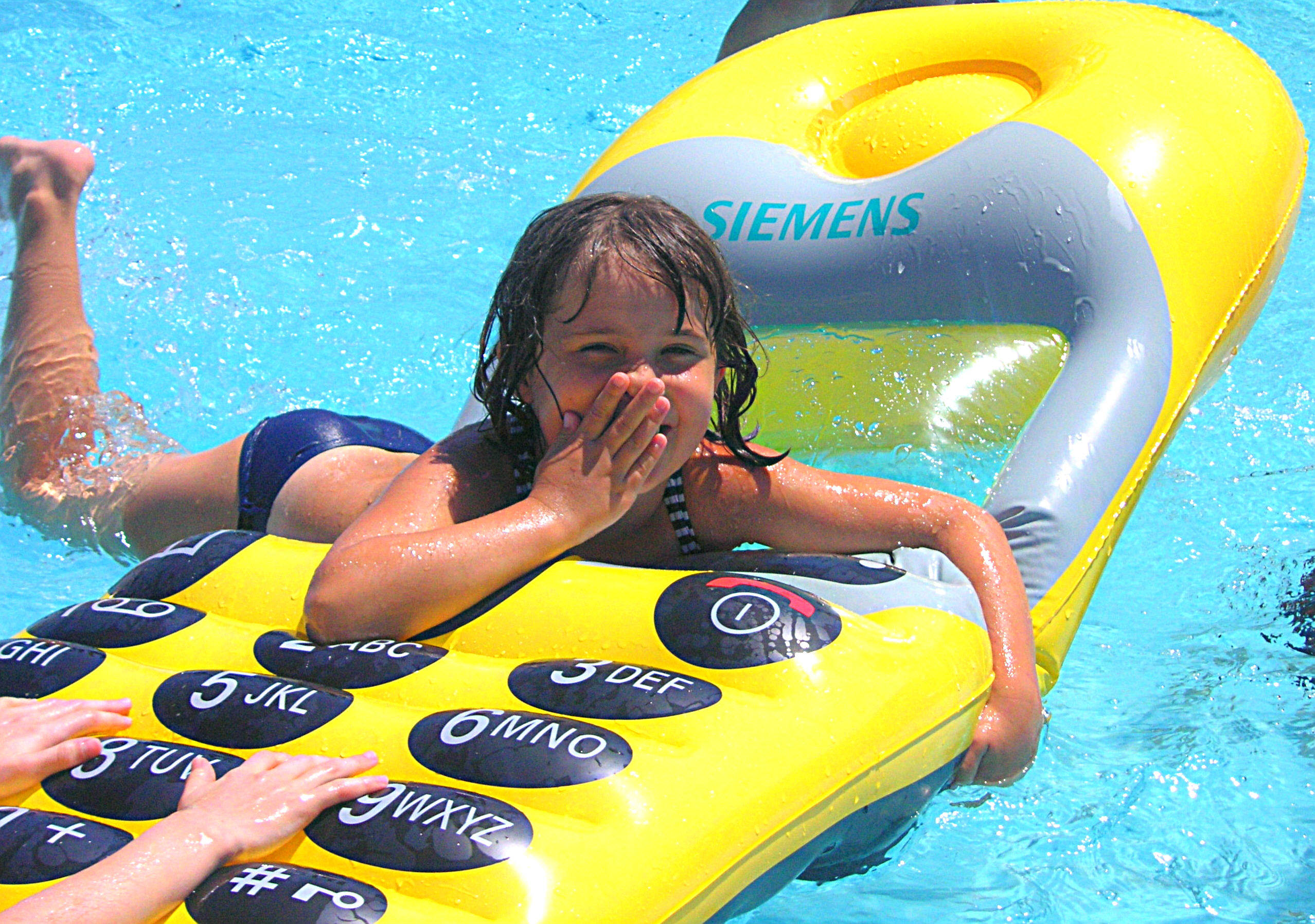
Un matelas gonflable en forme de téléphone portable.

Un matelas gonflable ou encore matelas pneumatique est un matelas que l'on gonfle avec de l'air. Il sert de lit d'appoint dans un domicile, et au camping. Pour les loisirs, on emploie d'autres types de matelas gonflables de  différentes formes qui servent à flotter sur la piscine.

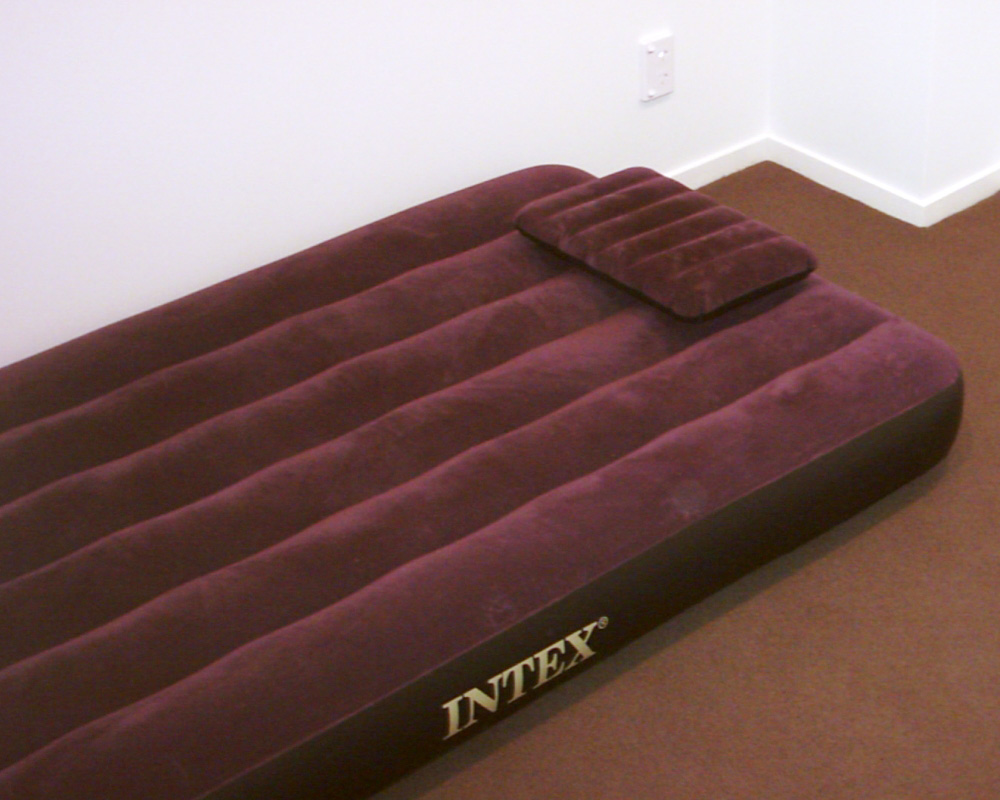
Matelas gonflable servant de lit temporaire.

## Utilisation
Léger et de faible encombrement une fois dégonflé, il est très utilisé en camping. En général, ils mesurent entre 18 et 22 centimètres de hauteur. Les matelas faits pour le camping et la maison sont pour la plupart recouverts d'une couche de velours pour éviter que la peau ne colle au contact du plastique. Ces matelas sont gonflés avec une pompe manuelle ou électrique. La pompe peut posséder un dispositif d'inversion permettant de dégonfler rapidement le matelas.
À la maison, il sert de lit d'appoint grâce à son faible encombrement. Dans la majorité des cas il est fourni avec un gonfleur électrique intégré. En général, les matelas mesurent entre 48 et 56 centimètres de haut (ce qui est l'équivalent d'un lit traditionnel).
Les matelas électriques doivent être choisis avec soin en ce qui concerne les garanties de qualité et les normes de sécurité. Il a été rapporté des cas d'explosions avec dégâts importants à la suite de l'accumulation d'émanations inflammables.